# Rozet (ornament)

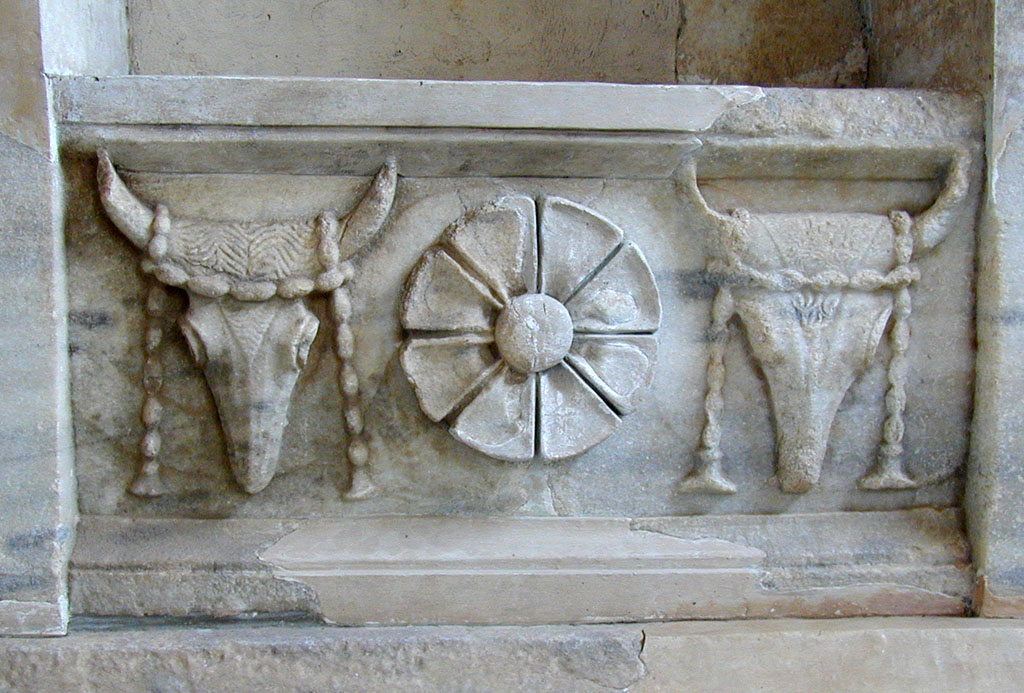
Twee bukrania (runderschedels) en een rozet op een fries uit de Arsinoë Rotunda, Heiligdom van de Grote Goden van Samothrake

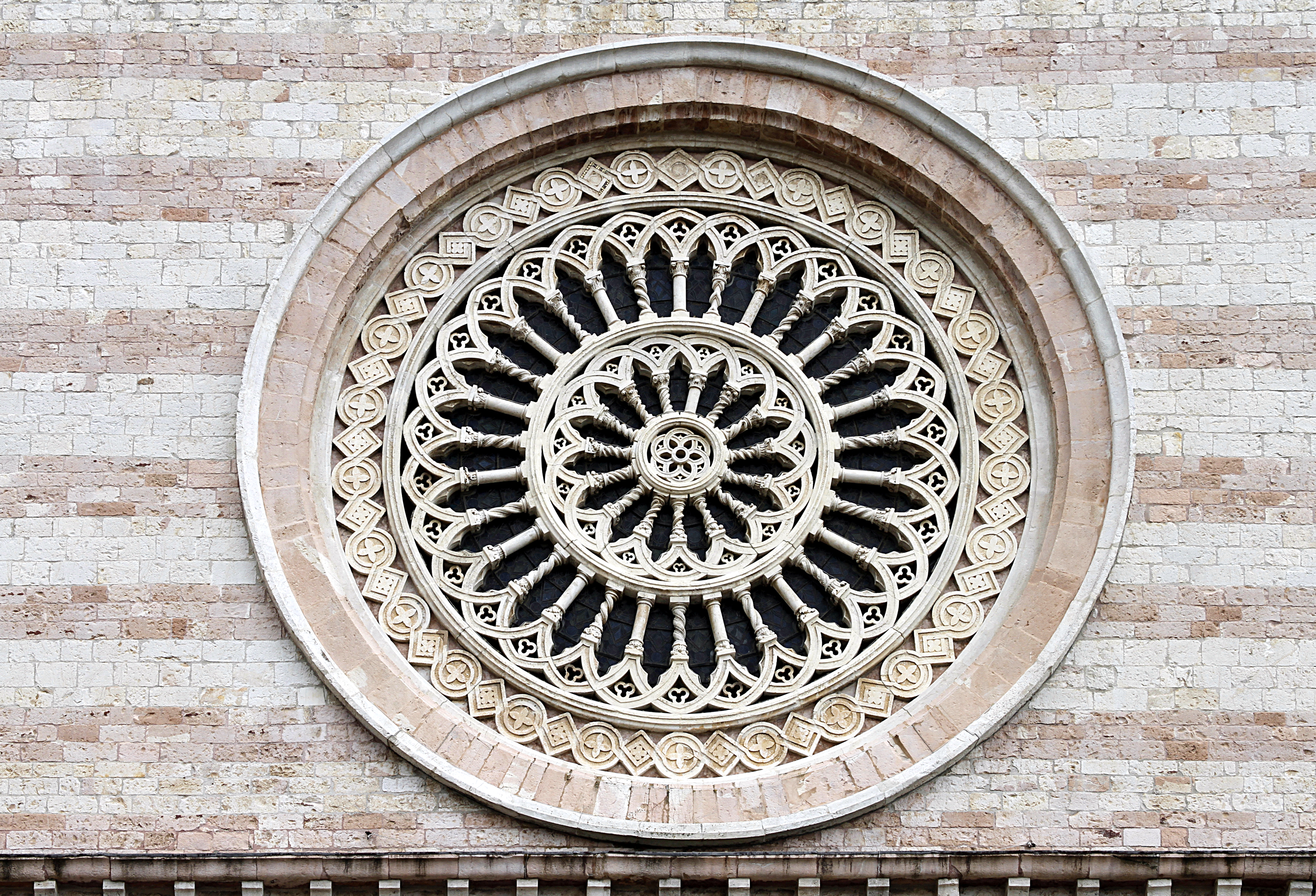
Roosvenster in de vorm van een rozet

Een rozet is een ronde, gestileerde, bloemvormige, regelmatig om een middelpunt gerangschikte versiering gelijkend op een roos of althans gebaseerd op een bloemenmotief.

## Geschiedenis
Rozetten werden reeds in de oudheid op grote schaal toegepast in gebeeldhouwde objecten en later overgenomen in de Romaanse architectuur en renaissancebouwwerken. Ook in de Centraal-Aziatische kunst komen zij op uitgebreide schaal voor. In de Minoïsche cultuur werden rozetten als kenmerkend cultussymbool gebruikt. In de architectuur worden rozetten bijvoorbeeld toegepast als roosvenster.
In ridderorden is een rozet op het lint of in het knoopsgat sinds het midden van de 19e eeuw de aanduiding van de rang van officier. Op de linten van medailles en kruisen komen rozetten zelden voor. Soms eindigt ook een grootlint in een rozet.

## Galerij

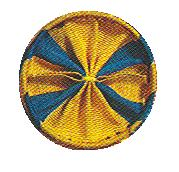
Rozet van een Officier in de Militaire Willems-Orde
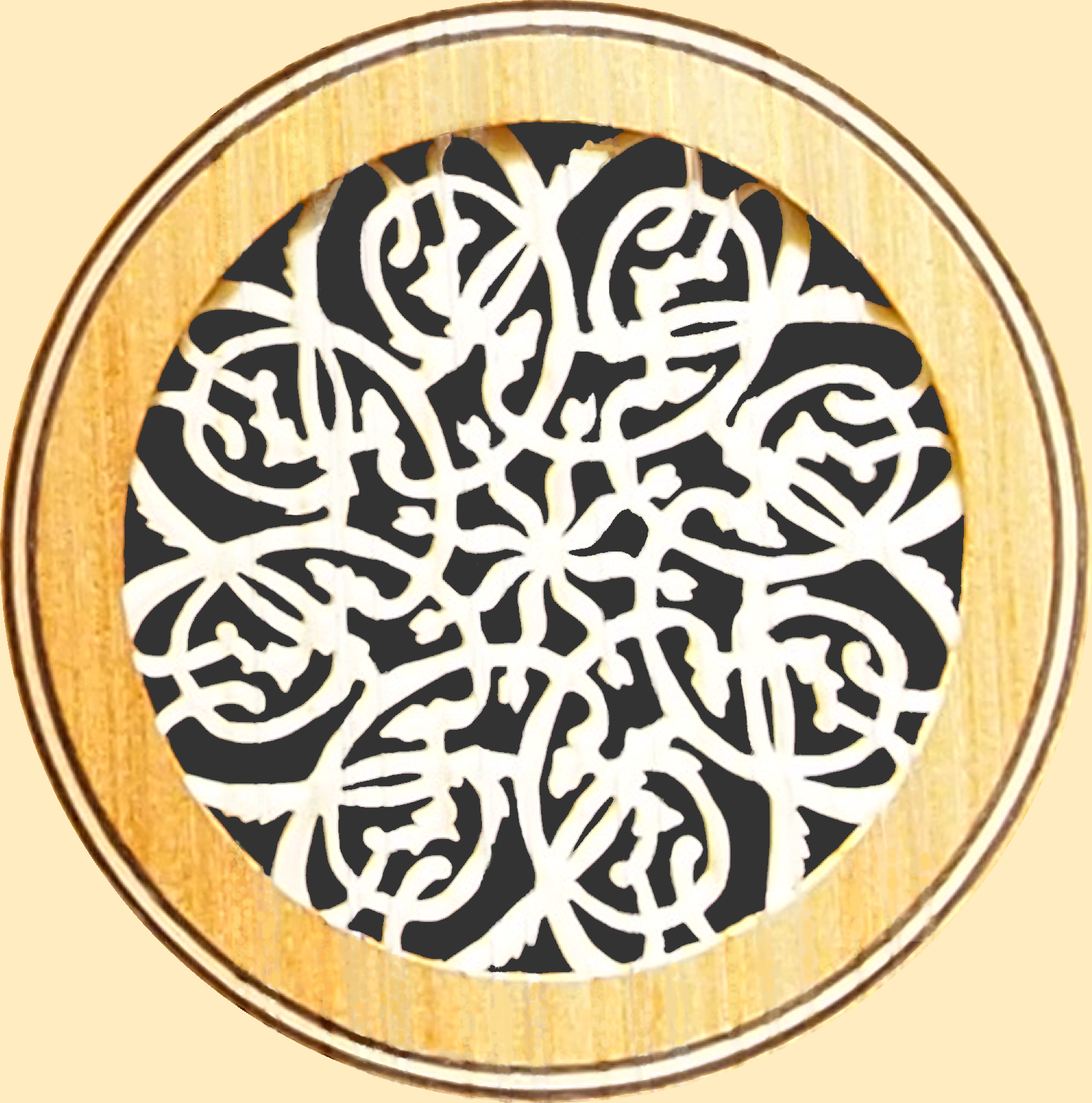
Rozet in het klankgat van een Azerbeidzjaanse oed, een snaarinstrument

- Gemeinsame Normdatei: 4320490-9